# Grandissimo
Grandissimo è il dodicesimo album in studio della cantante italiana Irene Grandi, pubblicato il 31 maggio 2019.
Il 14 febbraio 2020 è stato ristampato con l'aggiunta del brano Finalmente io presentato in gara al Festival di Sanremo 2020 e classificato al nono posto.

## Descrizione
Il disco è stato realizzato come progetto speciale per celebrare i venticinque anni di carriera dell'artista.
I primi cinque brani sono altrettanti inediti, tra cui il singolo I passi dell'amore. Altri brani sono tratti dal repertorio della cantante e realizzati in duetto con artisti del calibro di Stefano Bollani, Carmen Consoli, Fiorella Mannoia, Loredana Bertè, Sananda Maitreya (Sananda.org) e Levante. Gli ultimi cinque brani sono altrettanti successi suonati dal vivo.

## Tracce
1. Lontano da me – 3:51 (testo: Irene Grandi – musica: Saverio Lanza)
2. Quel raggio nella notte – 3:49 (testo: Mario Amato, Antonio Filippelli – musica: Mario Amato)
3. I passi dell'amore – 3:47 (testo: Dimartino, Irene Grandi, Antonio Filippelli – musica: Dimartino, Antonio Filippelli)
4. Sono qui per te – 4:22 (testo: Irene Grandi – musica: Saverio Lanza)
5. Accesa – 3:54 (testo: Irene Grandi – musica: Saverio Lanza)
6. Time Is on My Side (feat. Sananda Maitreya) – 2:57 (Norman Meade, Jimmy Norman)
7. Alle porte del sogno (feat. Carmen Consoli) – 4:38 (testo: Irene Grandi, Alfredo Vestrini – musica: Francesco Sighieri, Pio Stefanini)
8. Un vento senza nome (feat. Fiorella Mannoia) – 3:46 (testo: Irene Grandi – musica: Saverio Lanza)
9. Amore amore amore amore (feat. Stefano Bollani) – 3:39 (testo: Alberto Sordi – musica: Piero Piccioni)
10. La tua ragazza sempre (feat. Loredana Bertè) – 3:39 (testo: Gaetano Curreri, Vasco Rossi – musica: Vasco Rossi, Gaetano Curreri)
11. Un motivo maledetto (feat. Levante) – 4:01 (testo: Irene Grandi, Telonio – musica: Telonio,Grandi)
12. Lasciala andare – 5:58 (testo: Irene Grandi – musica: Gaudi)
13. La cometa di Halley – 4:59 (testo: Irene Grandi, Francesco Bianconi – musica: Francesco Bianconi, Irene Grandi)
14. Prima di partire per un lungo viaggio – 5:01 (testo: Vasco Rossi, Gaetano Curreri – musica: Vasco Rossi, Gaetano Curreri, Roberto Drovandi)
15. Bruci la città – 3:38 (testo: Irene Grandi, Francesco Bianconi – musica: Francesco Bianconi)
16. Bum Bum – 5:17 (testo: Telonio, Eric Buffat – musica: Telonio, Eric Buffat)

Tracce bonus della New Edition
1. Finalmente io – 4:05 (Vasco Rossi, Roberto Casini, Andrea Righi, Gaetano Curreri)
2. Devi volerti bene – 3:04 (Gaetano Curreri, Roberto Casini, Irene Grandi, Gerardo Pulli, Piero Romitelli)

## Formazione
- Irene Grandi - voce
- Saverio Lanza - chitarra elettrica e acustica, pianoforte, tastiere
- Piero Spitilli - basso
- Fabrizio Morganti - batteria
- (*tranne nei brani i passi dell'amore e Quel raggio nella notte:
- Batteria Fabio Rondanini
- Piano, Synth, Programming, Ukulele Percussioni Daniel Bestonzo
- Protools Operator Gianmarco Minilardi
- Basso, Chitarre Programming Synth Antonio Filippelli
- Arrangiamenti Antonio Filippelli, Daniel Bestonzo)

## Classifiche
| Classifica (2019) | Posizione massima |
| ----------------- | ----------------- |
| Italia            | 19                |

### New Edition
| Classifica (2020) | Posizione massima |
| ----------------- | ----------------- |
| Italia            | 84                |